# Haut-Mauco
Haut-Mauco (gaskognisch: Mau Còrn Haut) ist eine französische Gemeinde mit 991 Einwohnern (Stand: 1. Januar 2022) im Département Landes in der Region Nouvelle-Aquitaine. Sie gehört zum Arrondissement Mont-de-Marsan und zum Kanton Chalosse Tursan. Die Einwohner werden Haut-Maucois genannt.

## Geographie
Die Gemeinde Haut-Mauco liegt etwa sieben Kilometer südsüdwestlich von Mont-de-Marsan am Südrand der Landes de Gascogne. Umgeben wird Haut-Mauco von den Nachbargemeinden Saint-Perdon im Nordwesten und Norden, Saint-Pierre-du-Mont im Norden und Nordosten, Benquet im Osten, Bas-Mauco im Süden und Südwesten, Aurice im Südwesten sowie Campagne im Westen.

## Bevölkerungsentwicklung
| Jahr                       | 1962 | 1968 | 1975 | 1982 | 1990 | 1999 | 2010 | 2021 |
| Einwohner                  | 514  | 552  | 550  | 621  | 628  | 721  | 809  | 983  |
| Quellen: Cassini und INSEE |      |      |      |      |      |      |      |      |

## Sehenswürdigkeiten
- Kirche Saint-Médard von 1872
- Herrenhaus Candille
- Brunnen Saint-Médard und Bayonne

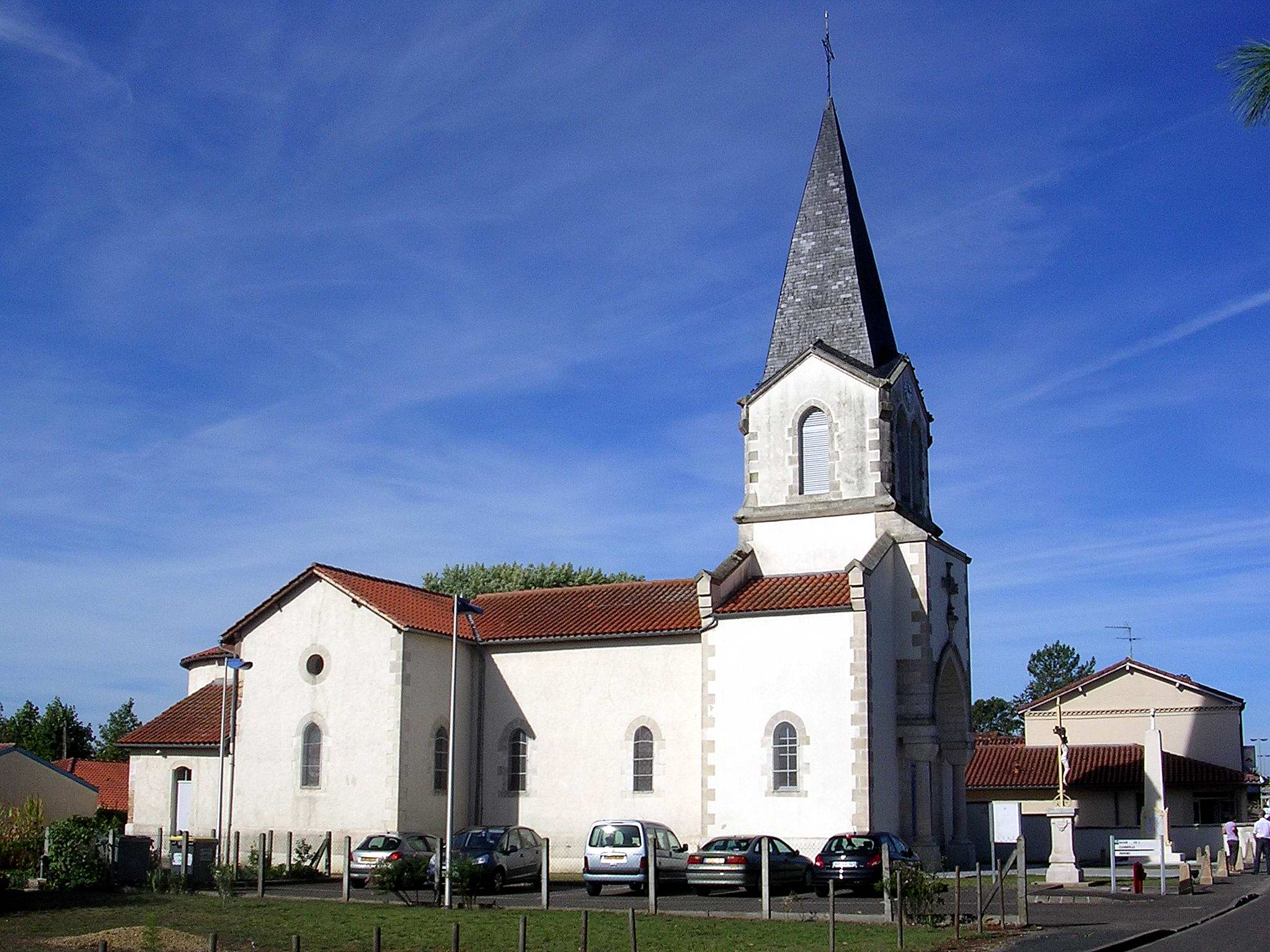
Kirche Saint-Médard
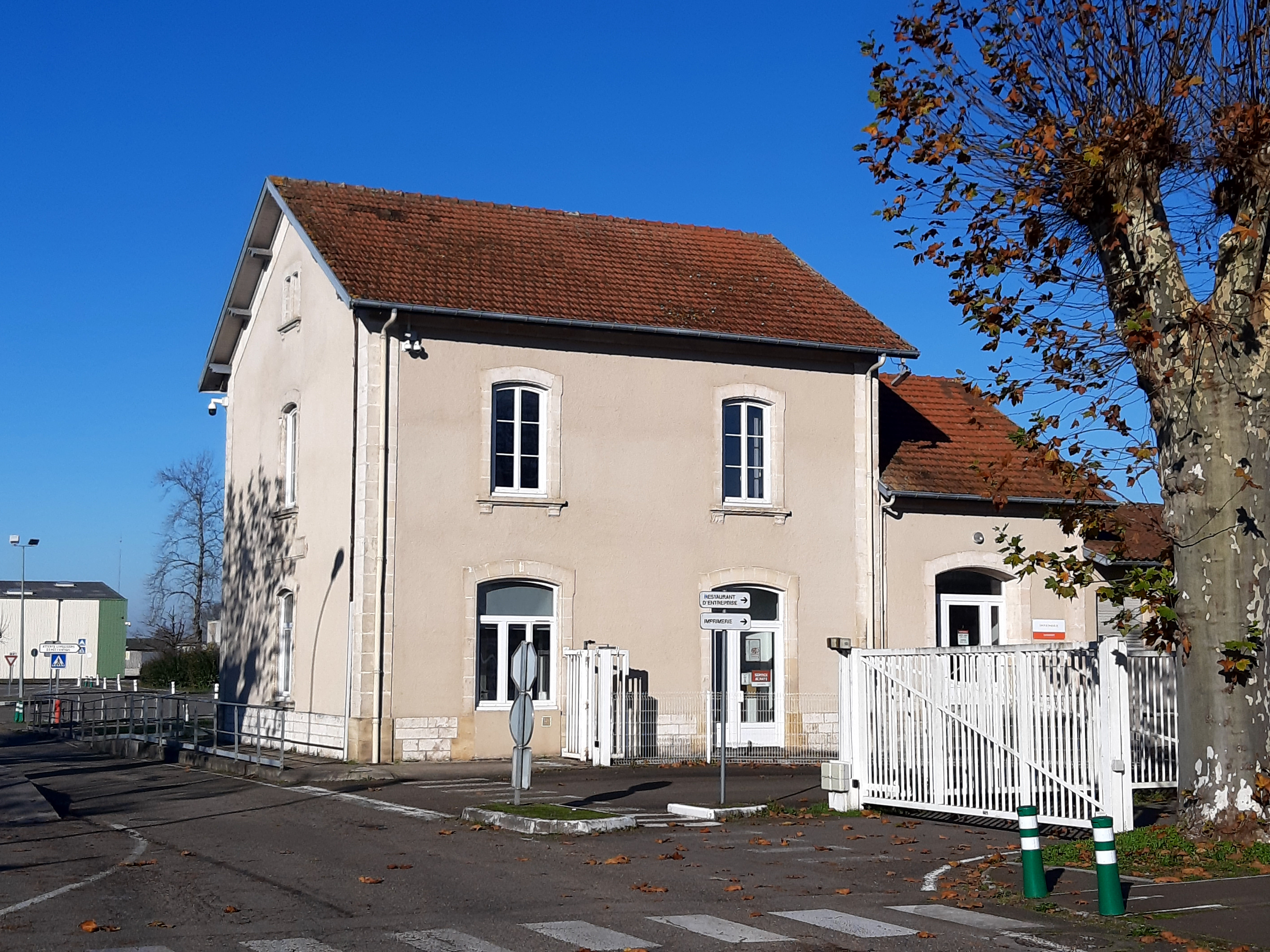
Bahnhof

## Gemeindepartnerschaft
Mit der spanischen Gemeinde Monteagudo in der Provinz und Region Navarra besteht seit 1997 eine Partnerschaft.